# Claude Dufau
Claude Dufau (Itxassou, 29 de abril de 1946 - Dax, 9 de junio de 2021) fue un jugador y entrenador de rugby francés.

## Biografía
En 1958, Claude Dufau se inscribió en la escuela de rugby del US Dax. Jugó su primer partido en la posición de centro con el equipo fanion el 23 de diciembre de 1962, contra el Biarritz Olympique.
En 1966, fue convocado a la final del Campeonato de Francia de Rugby a 15 (1966) contra el Sporting Union Agen pero no disputó el encuentro.
Con veinticuatro años, sufrió de una artrosis, que le obligó a poner término a su carrera de jugador. Aunque mantuvo una estrecha relación con el club.
Entrenó la zaga del primer equipo en tándem con Jean Bachelé,.durante la temporada 1978-1979, Repitió la experiencia entre 1986 y 1990, con Léon Berho y después con Jean Guibert. Dufau se convirtió entonces en administrador del equipo profesional, acogió a Fabien Pelous cuando llegó al US Dax, ayudando a integrarlo.